# Barney Williams
Barney Guillermo Williams (ur. 13 marca 1977 w San Martín de los Andes) – kanadyjski wioślarz, srebrny medalista olimpijski z Aten.
Zawody w 2004 były jego jedynymi igrzyskami olimpijskimi. W 2004 zajął drugie miejsce w czwórce bez sternika (wygrali Brytyjczycy). Wspólnie z nim płynęli Cameron Baerg, Jake Wetzel i Thomas Herschmiller. Zdobył złoto mistrzostw świata w 2003 w tej samej konkurencji - Kanadyjczycy startowali w identycznym składzie, co na igrzyskach. Jego żona Buffy-Lynne Williams-Alexander była również wioślarką i medalistką olimpijską.